# 2005 RH52
2005 RH52 est un objet du disque des objets épars.

## Caractéristiques
2005 RH52 mesure environ 125 kilomètres de diamètre.